# Melbourne Renegades
 (février 2025).
Si vous disposez d'ouvrages ou d'articles de référence ou si vous connaissez des sites web de qualité traitant du thème abordé ici, merci de compléter l'article en donnant les références utiles à sa vérifiabilité et en les liant à la section « Notes et références ».
 (février 2025).
Le Melbourne Renegades est une équipe professionnelle australienne de cricket masculin qui joue dans la Big Bash League. Basé à Melbourne, Victoria, le club est l'un des deux successeurs des Victorian Bushrangers, l'autre étant les Melbourne Stars.